# Hayne van Ghizeghem
Hayne van Ghizeghem (1445 circa – dal 1476 al 1497) è stato un compositore fiammingo del primo Rinascimento, appartenuto alla scuola di Borgogna.

## Biografia
Mentre molte delle sue opere sono sopravvissute, poco si conosce della sua vita. Nacque probabilmente a Gijzegem (nei pressi di Gand nel moderno Belgio).
Il suo talento musicale deve essere stato notata da Carlo, conte di Charolais (in seguito divenuto Carlo il Temerario), poiché vi è una fonte che riporta del suo assegnamento ad un docente da parte del conte. Nel 1467 egli viene indicato, nei registri di occupazione di Borgogna, come cantore. Inoltre viene nominato, insieme ad Adrien Basin e Antoine Busnois come "chantre et valet de chambre" di Carlo, che indica lo speciale riguardo in cui era tenuto.
Oltre che come cantore e compositore, egli evidentemente servì anche come soldato in quanto vi è una fonte che cita l'acquisto di attrezzature militari per lui, prima della campagna di Carlo contro la città di Liegi. Carlo era solito portare i suoi musicisti insieme a lui nelle campagne militari, in quanto amava la musica tanto quanto la guerra. Ma Hayne è stato l'unico dei suoi musicisti noti, di cui si abbia notizia che fosse anche un soldato. Egli è conosciuto per essere stato all'Assedio di Beauvais nel 1472, dove Carlo venne decisamente respinto dai francesi e, per lungo tempo, gli studiosi pensarono che Hayne fosse caduto in quella battaglia. Tuttavia, una recente ricerca fra le sue composizioni superstiti indica che alcune potrebbero essere state composte dopo il 1472, soprattutto perché sembrano mostrare uno sviluppo stilistico rispetto a quelle che possono essere definitivamente datate al 1472 o agli anni precedenti. Secondo alcuni studi recenti, sembrerebbe che possa essere sopravvissuto all'assedio, e si sia recato alla corte di Francia. Che un tale distinto cantante e compositore avesse militato fra i rivali della Francia, sarebbe stato un reato facile perdonabile ai musicisti della Borgogna del tempo in quanto erano molto apprezzati.
Hayne è essenzialmente conosciuto come compositore di chanson, delle quali molte erano nella forma del rondeaux. Due in particolare, Allez regrets e De tous biens plaine, erano così famose, in Europa alla fine del XV secolo, tanto da comparire in 25 fonti diverse, molte delle quali antecedenti all'invenzione della stampa, ed esse vennero utilizzate come fonte di ispirazione per la composizione di opere da parte di musicisti successivi. Quasi tutte le sue opere sono state scritte a tre voci; esse sono semplici e cristalline nella tessitura, secondo gli stilemi della scuola di Borgogna, e la melodia è presente alla voce più elevata.
Undici sono i pezzi definitivamente attribuiti ad Hayne, anche se numerose opere simili di anonimo sono quasi certamente attribuibili a lui. L'intera collezione è stata edita su Corpus mensurabilis musicae, vol. lxxiv (1977), di B. Hudson.